# Lagochile biplagiata
Lagochile biplagiata är en skalbaggsart som beskrevs av Friedrich Ohaus 1914. 
Lagochile biplagiata ingår i släktet Lagochile och familjen Rutelidae. Inga underarter finns listade i Catalogue of Life.